# Yigdal
Yigdal (en hebreo יִגְדָּל; yigdāl, o יִגְדַּל; yigdal; significa "Exaltado [sea]") es un piyyut escrito de forma métrica y que contiene los Trece principios de fe del judaísmo formulados por Maimónides. Es cantado generalmente al finalizar el rezo de la mañana y al final del rezo de la noche de shabbat.
Existe la creencia de que un judío llamado Daniel ben Yehuda lo escribió a través de varios años y lo culminó en el año 1404. Su texto es recitado de acuerdo al estilo y tonada de la comunidad, que puede variar. Las comunidades jasídicas no lo recitan.
En las comunidades ashkenazíes generalmente es cantado de modo alterno por el jazán y la congregación, de forma alternada; en las comunidades sefaradíes, es cantado al unísono.

## Texto en hebreo
1. .יִגְדַּל אֱלֹהִים חַי וְיִשְׁתַּבַּח:
:נִמְצָא וְאֵין עֵת אֶל מְצִיאוּתוֹ
2. .אֶחָד וְאֵין יָחִיד כְּיִחוּדוֹ
:נֶעְלָם וְגַם אֵין סוֹף לְאַחְדּוּתוֹ
3. .אֵין לוֹ דְּמוּת הַגּוּף וְאֵינוֹ גוּף
:לֹא נַעֲרוֹךְ אֵלָיו קְדֻשָּתוֹ
4. .קַדְמוֹן לְכָל דָּבָר אֲשֶׁר נִבְרָא
רִאשׁוֹן  :וְאֵין רֵאשִׁית לְרֵאשִׁיתוֹ
5. .הִנּוֹ אֲדוֹן עוֹלָם לְכָל(וְכָל) נוֹצָר 
:יוֹרֶה גְּדֻלָּתוֹ וּמַלְכוּתוֹ
6. .שֶׁפַע נְבוּאָתוֹ נְתָנוֹ 
:אֶל אַנְשֵׁי סְגֻלָּתוֹ וְתִפְאַרְתּוֹ
7. .לֹא קָם בְּיִשְׂרָאֵל כְּמשֶׁה עוֹד 
:נָבִיא וּמַבִּיט אֶת תְּמוּנָתוֹ
8. .תּוֹרַת אֱמֶת נָתַן לְעַמּוֹ אֵל 
:עַל יַד נְבִיאוֹ נֶאֱמַן בֵּיתוֹ
9. .לֹא יַחֲלִיף הָאֵל וְלֹא יָמִיר דָּתוֹ 
:לְעוֹלָמִים לְזוּלָתוֹ
10. .צוֹפֶה וְיוֹדֵעַ סְתָרֵינוּ 
:מַבִּיט לְסוֹף דָּבָר בְּקַדְמָתוֹ
11. .גּוֹמֵל לְאִישׁ חֶסֶד כְּמִפְעָלוֹ 
:נוֹתֵּן לְרָשָׁע רָע כְּרִשְׁעָתוֹ
12. .יִשְׁלַח לְקֵץ יָמִים מְשִׁיחֵנוּ 
:לִפְדּוֹת מְחַכֵּי קֵץ יְשׁוּעָתוֹ
13. .מֵתִים יְחַיֶּה אֵל בְּרֹב חַסְדּוֹ 
:בָּרוּךְ עֲדֵי עַד שֵׁם תְּהִלָּתוֹ
14. .אֵלֶּה שלוש עֶשרֵה לְעִקָּרִים/הֵן הֵם יְסוֹד דַּת אֵל וְתוֹרָתו
:תּוֹרַת מֹשה אֱמֶת וּנְבוּאָתוֹ/בָּרוּךְ עֲדֵי עַד שם תְּהִלָּתוֹ (adicionado por las comunidades sefaradíes)

## Texto en español
1. Exaltado sea el Dios viviente y loado; Él existe y no hay límite de tiempo para Su existencia.;
2. Es Uno y Único y no hay unicidad como la suya. Inescrutable e infinita es Su unicidad;
3. No tiene semejanza de cuerpo ni es corpóreo; ni tiene comparación su santidad;
4. Precedió a todo ser que fue creado; es el primero, y nada le antecedió;
5. He aquí que es el Patrón del universo para toda criatura. Lo manifiestan Su grandeza y Su soberanía;
6. Concedió su emanación profética a Su pueblo atesorado y esplendoroso;
7. No se levantó más en Israel otro como Moisés, un profeta que percibió claramente Su imagen;
8. Una Torá verdadera entregó Dios a Su pueblo, por medio de Su profeta, el más fiel de su casa;
9. No cambiará ni modificará Su ley por ninguna otra, por toda la eternidad;
10. Vislumbra y conoce nuestros más hondos secretos; percibe el fin de cada cosa desde su inicio;
11. Retribuye al hombre devoto conforme a su obra; impone el mal al malvado conforme a su maldad;
12. Al final de los días enviará a nuestro Mesías ungido, para redimir a los que esperan Su salvación final;
13. A los muertos resucitará el Todopoderoso con Su abundante bondad. Bendito sea hasta siempre Su nombre ensalzado.
14. Estos trece principios de fe son el fundamento de la ley de Dios y de Su Torá; La Torá de Moisés es verdad, y también su profecía. Bendito es siempre Su Nombre elogiable. (adicionado por las comunidades sefaradíes)

## Texto transliterado
1. Yigdal Elohim jai ve yishtabaj,
nimtsá ve ein et el metsiutó.
2. Ejad ve ein yajid keyijudó,
nelam vegam ein sof le ajdutó.
3. Ein lo damut haguf ve einó guf, lo naroj eilav kedusható.
4. Kadmón lejol davar asher nivrá, rishón ve ein reshit le reshitó.
5. Hinó Adón Olam lejol notsar,
yoré gedulató umaljutó.
6. Shefá nevuató netá noel anshei segulató vetifartó.
7. Lo kam be Israel ke Moshé od, naví umabit et temunató.
8. Torat emet natán le'amo el, al yad nevió ne'eman beitó.
9. Loyá jalif hael veló yamir, dató le olamim le zulató.
10. Tsofé veyodeá setá reinú, mabit lasof davar be hakadmutó.
11. Gomel laish jesed kemifaló, notén lerá shará kerisható.
12. Yishlaj laketz yamín meshí jeinú,
lifdot mejakei ketz yeshuató.
13. Metim yejayé el berov jasdó,
baruj adei adshem tehilató.
14. Elé shalosh esré leikarim, hen hem yesod dat el ve torató. Torat Moshé emet unevuató, baruj adei adshem tehilató.